# Iveta Bieliková
 (décembre 2016).
Si vous disposez d'ouvrages ou d'articles de référence ou si vous connaissez des sites web de qualité traitant du thème abordé ici, merci de compléter l'article en donnant les références utiles à sa vérifiabilité et en les liant à la section « Notes et références ».
Iveta Bieliková, née le 17 août 1966 à Ružomberok, est une joueuse slovaque de basket-ball, évoluant au poste de meneuse.

## Club
- ....-2002 : SCP Ružomberok ( Slovaquie)
- 2002-2003 : Lotos Gdynia ( Pologne)
- 2003-2004 : MKB Euroleasing Sopron ( Hongrie)
- 2004-2005 : Delta Košice ( Slovaquie)
- 2005-2006 : BK Siemens Poprad ( Slovaquie)

## Palmarès

### Sélection nationale
- championnat d'Europe
  -  Médaille d'argent au Championnat d'Europe 1997 en Hongrie

### Distinction personnelle
- Meilleure passeuse de l'Euroligue féminine de basket-ball 2000-2001